# Amenirdis I
Amenirdis I (Jmn-'jr-dj-sj; nom del tron Hatneferumut, Ḥˁt-nfrw-Mwt) va ser una gran sacerdotessa egípcia (Esposa del déu Amon) durant la dinastia XXV. Va ser adoptada per Xepenupet I i va passar a governar com a sacerdotessa. Apareix representada en diversos artefactes de l'època.
Era una princesa cuixita, filla del faraó Caixta i la reina Pebatjma. És probable que fos la germana dels faraons Xabaka i Piye. Caixta va acordar que Amenirdis I fos adoptada per la Divina Adoratriu d'Amon Xepenupet I, a Tebes, perquè fos la seva successora. Això demostra que Caixta ja controlava l'Alt Egipte abans del regnat de Piye, el seu successor.
Va governar com a gran sacerdotessa aproximadament entre el 714 i el 700 aC, sota els regnats de Xabaka i Xabataka, i va adoptar la filla de Piye Xepenupet II com a successora. També ostentava els títols sacerdotals de Divina Adoratriu d'Amon i de Mà de Déu. A la seva mort, va ser enterrada en una tomba al complex de Medinet Habu.
Amenirdis I està representada al temple d'Osiris-Hekadjet ("Osiris, governant de l'eternitat") al complex del temple de Karnak, i a Uadi Gasus, juntament amb Xepenupet I. S'esmenta també en dues taules d'ofrena, cinc estàtues, una estela i diversos petits objectes com ara escarabeus. Una estàtua d'Amenirdis I tallada en granitoide i decorada amb pa d'or es conserva al Museu Nubi d'Assuan, a l'Alt Egipte. Aquesta estàtua la mostra decorada a l'estil egipci, amb semblances amb les representacions d'Isis i Hathor.